# پنجاه طیف آزادی (فیلم)
پنجاه طیف آزاد شده (به انگلیسی: Fifty Shades Freed) یک فیلم رمانتیک درام اروتیک آمریکایی به کارگردانی جیمز فولی و نویسندگی نیال لئونارد است که بر پایه رمانی به همین نام نوشتهٔ ای. ال. جیمز ساخته شده است و دنباله‌ای بر فیلم پنجاه طیف تاریک‌تر در سال ۲۰۱۷ به‌شمار می‌رود. داکوتا جانسون و جیمی درنان به ایفای نقش‌های آناستازیا استیل و کریستین‌گری در این فیلم پرداخته‌اند. فیلم‌برداری قسمت‌های پنجاه طیف تاریک‌تر و پنجاه طیف آزاد شده از ۹ فوریه ۲۰۱۶ در شهرهای پاریس و ونکوور آغاز شده است. پنجاه طیف آزاد شده توسط یونیورسال استودیوز در تاریخ ۹ فوریه ۲۰۱۸ اکران شد.

## داستان
کریستین و آناستازیا، تازه‌عروس و داماد، پس از شنیدن خبر ورود غیرمجاز به دفتر مرکزی شرکت کریستین، مجبور می‌شوند ماه‌عسل‌شان را نیمه‌کاره رها کنند و به خانه بازگردند. جک هاید، رئیس سابق آنا که به دلیل آزار جنسی اخراج شده بود، تعدادی فایل مهم را دزدیده است. کریستین خانه‌ای جدید برای آنا می‌خرد و معمار جییا ماتئو را استخدام می‌کند تا آن را بازسازی کند. آنا از رفتارهای بی‌پرده جییا با کریستین ناراحت می‌شود و او را تهدید به اخراج می‌کند.
وقتی کریستین در سفر کاری است، آنا برخلاف خواسته او از خانه بیرون می‌رود و با دوستش کیت دیدار می‌کند. کیت که با برادر بزرگ‌تر کریستین، الیوت، در رابطه است، نگران خیانت احتمالی الیوت با جییاست. پس از تلاش جک برای آدم‌ربایی آنا و دستگیری‌اش، آنا و کریستین درباره آزادی‌های شخصی بحث می‌کنند و کریستین سفر به آسپن را به همراه دوستانشان ترتیب می‌دهد. الیوت به کیت پیشنهاد ازدواج می‌دهد و مشخص می‌شود که جییا فقط به او در انتخاب حلقه کمک کرده است.
با پیچیده‌تر شدن رابطه‌شان، آنا باردار می‌شود و کریستین که برنامه‌های دیگری برای سال‌های اول زندگی‌شان داشت، از این خبر ناراحت می‌شود و به مهمانی پرخوری و نوشیدن می‌رود. آنا متوجه می‌شود که کریستین با معشوقه سابقش النا لینکلن که او را در کودکی تربیت کرده بود، تماس گرفته است. این اختلافات باعث تنش بیشتر می‌شود.
جک هاید پس از آزادی با وثیقه، آنا را تهدید می‌کند که اگر ۵ میلیون دلار ندهد، خواهر کریستین، میا، را می‌کشد. آنا با اسلحه و چک‌بوک کریستین به بانک می‌رود و با ترفندی جک و همدستش، همکارش لیز را گرفتار می‌کند. پس از درگیری، کریستین و تیم امنیتی‌اش به موقع می‌رسند و جک و لیز دستگیر می‌شوند. آنا در بیمارستان به هوش می‌آید و آن‌ها پس از درک اهمیت بارداری، آشتی می‌کنند.
با تحقیق، متوجه می‌شوند جک و کریستین در کودکی در یک خانواده‌ی پرورشگاهی بوده‌اند و جک از به فرزندی پذیرفته شدن کریستین در خانواده ثروتمند گری حسادت داشته است. در پایان، کریستین و آنا مادر بیولوژیکی او را ملاقات کرده و رابطه‌شان را با عشق و پذیرش ادامه می‌دهند. سال‌ها بعد، آن‌ها با پسرشان تدی در خانه کنار دریاچه زندگی می‌کنند و آنا حامله فرزند دوم است.

## بازیگران
- داکوتا جانسون در نقش آناستازیا «آنا» استیل
- جیمی درنان در نقش کریستین گری
- اریک جانسون در نقش جک هاید، رئیس سابق آناستازیا
- الوییز مامفورد در نقش کاترین کاوانا، بهترین دوست آناستازیا و نامزد الیوت گری
- ریتا اورا در نقش میا گری، خواهر کوچکتر کریستین و الیوت گری که خواننده است
- لوک گریمز در نقش الیوت گری، برادر بزرگتر کریستین و میا و نامزد کاترین
- ویکتور راسوک در نقش خوزه رودریگز، یکی از دوستان آناستازیا
- مکس مارتینی در نقش جیسون تیلور، محافظ کریستین
- جنیفر ایلی در نقش کارلا، مادر آناستازیا
- کیم بیسینگر در نقش النا لینکن، محافظ سابق کریستین
- مارسیا گی هاردن در نقش گریس ترولیان گری، مادرخوانده مسیحی
- بروک آلتمن در نقش جری روچ
- آریل کبل در نقش جیا ماتئو، معماری که توسط الیوت گری برای تزئین خانه کریستین و آناستازیا استخدام شده است.
- کلوم کیت رنی در نقش ری، ناپدری سابق آناستازیا
- رابین لی در نقش رز بیلی، دومین محافظ کریستین
- برانت داگرتی در نقش لوک سویر، محافظ آنا
- ایمی پرایس-فرانسیس در نقش لیز مورگان، همدست جک
- تایلر هوچلین در نقش بویس فاکس، یک نویسنده مشهور
- فی مسترسون در نقش گیل جونز، خانه‌دار مسیحی
- هیرو کاناگاوا در نقش کاراگاه کلارک